# Кристиансунн
Кристиансунн (норв. Kristiansund) — коммуна в губернии Мёре-ог-Ромсдал в Норвегии. Административный центр коммуны — город Кристиансунн. Официальный язык коммуны — букмол. Население коммуны на 2008 год составляло 22 661 чел. Площадь коммуны Кристиансунн — 461,03 км², код-идентификатор — 1505.

## История населения коммуны
Население коммуны за последние 60 лет.

Статистика коммуны Кристиансунн